# Кожухов, Александр Борисович
Александр Борисович Кожухов (6 марта 1942 — 4 сентября 2008) — гандболист, член сборной команды СССР по гандболу, ставшей обладателем Кубка европейских чемпионов, занявшей II место в Кубке европейских чемпионов и I место в Кубке обладателей кубков.

## Карьера
Выступал за команды «Авангард» (Львов), СКА (Львов), МАИ (Москва).
 Чемпион СССР - 1968, 1970-72, 1974, 1975; 

 серебряный призер чемпионатов СССР 1969, 1973, 1976 и 1977 

 Чемпион Спартакиады профсоюзов СССР 1969 

 Обладатель Кубка европейских чемпионов (1973) 

 Финалист Кубка европейских чемпионов (1974) 

 Обладатель Кубка обладателей кубков европейских стран (1977) 

### Выступления за сборную
Провел в составе сборной СССР 20 международных игр, забросил 30 мячей. Участник чемпионата мира 1970. Бронзовый призер Спартакиады дружественных армий социалистических стран 1967 года.

### Тренерская работа
Гостренер СССР по ручному мячу с 1977 по 1992 гг.

### Общественная работа
Президент федерации гандбола СССР (1990-92), президент  Союза гандболистов России (1992-2004). Член Исполкома Олимпийского Комитета России (2003-2008). Член комиссии по организации и проведению соревнований ИГФ (1980-2004). Президент комиссии по организации и проведению соревнований ИГФ (2004-2008). Член Совета и Исполкома ИГФ (2004 - 2008).
Почётный Президент СГР с 2004 года

## Смерть
Умер 4 сентября 2008 года. Похоронен на Троекуровском кладбище.

## Награды
- Орден «За заслуги перед Отечеством» IV степени (19 апреля 2001 года)[1]
- Орден Почёта (30 июня 1998 года)[2]
- Орден «Знак Почёта» (1988 год)
- Медаль «За трудовое отличие»
- Медаль «За доблестный труд»
- Заслуженный работник физической культуры Российской Федерации (22 декабря 1993 года)[3]
- Заслуженный мастер спорта СССР (1990 год).
- Заслуженный тренер СССР
- Награждён серебряным Олимпийский орден Международного Олимпийского комитета и высшей наградой ИГФ «Золотое кольцо».